# Skraldebil
En skraldebil, af og til kaldet renovationsbil, er en lastbil der er specielt opbygget til indsamling og transport af affald fra producenten til lossepladsen, forbrændingsanlægget eller recirkuleringsvirksomheder.
Grundlæggende er der fire typer skraldebiler:
- Frontloadere (i visse virksomheder kaldet frontlastere) bruges oftest til kommercielt / industrielt affald, der smides i tilhørende frontloadercontainere. De har en bom med to gafler monteret foran førerhuset. Disse gafler passer ind i beslag på containeren, og denne løftes op over førerhuset og vippes stort set på hovedet, så affaldet falder ned i presserummet. Her efter presses affaldet bagud i køretøjet med en presseplade, og et låg på toppen lukkes når containeren sættes på jorden igen.

- Baglastere er de mest almindelige køretøjer til indsamling af affald fra private. De står dog også for en stor del af indsamlingen fra erhvervslivet. De har pålæsning i en "skuffe" i bagenden hvor man kan smide affaldet ind. Pga. arbejdsmiljøet er de fleste baglastere udstyret med en lift, der kan gribe fat i en skraldebøtte og tippe affaldet op i skuffen uden chaufføren behøver ødelægge sin ryg på at løfte affaldet. Et andet populært system til baglasteren er en vippecontainer. Den bruges på steder med større affaldsmængder eller centralt i boligområder. De normale størrelser er 4 til 22 m³. Containeren på billedet er 14,5 m³. Den øverste kant af den skrå ende passer i to riller i skraldebilen, og et system med wire, kæder eller stropper spændes i de to løfteøjer (ikke øjne) bag på containerens tag. Containeren løftes op til bunden står ca. lodret. Baglasteren har normalt et pressesystem med en plade der skovler affaldet op fra skuffen og presser det mod en bevægelig væg der gradvist flytter sig mod forenden af ladet. Tidligere sås også et system med en roterende snegl, der pressede affaldet sammen, og andre modeller fungerede næsten som en omvendt betonkanon, der kun førte affaldet fremad uden at presse det, men tiden er løbet fra disse systemer blandt andet på grund af det høje brændstofforbrug og den ringe effektivitet.

- Sidelæssere ses ikke så meget i Danmark. De er som regel afarter af baglasteren, hvor ladet i princippet er vendt om, så indkast er foran i ladet. Visse steder er disse udstyret med en arm der kan række ind over fortovet og fange en skraldebøtte, lidt efter samme princip som frontloaderen. Enkelte biler har slet ingen pressefunktion, men er enten en åben ladvogn hvor skraldesække lægges op på ladet manuelt, eller lukkede vogne, der typisk tømmer kommunale skraldespande i parker o.lign.

- Skraldesug er i princippet en kæmpe støvsuger. På toppen har den en svingarm der rækker adskillige meter ind over fortove og andet. For enden af armen sidder et rør der monteres på en studs, som normalt er gemt under et dæksel i fortovet. Herfra suger den affaldet ud fra et underjordisk opsamlingsrum, der kan ligge under vejen, under huset, eller endda i tredje baggård. En af fordelene ved dette system er at der sjældent er problemer som følge af parkerede biler. Til gengæld skal der ryddes for sne, så chaufføren kan få dækslet op.

De fleste skraldebiler læsser dagrenovation og andet brændbart affald af på et forbrændingsanlæg, hvor der ved afbrændingen produceres elektricitet og fjernvarme. Andre affaldsfraktioner aflæsses på steder hvor de sorteres recirkuleres og/eller genbruges.
De fleste frontloadere, baglastere og skraldesug læsser af ved at løfte bagenden af ladet op og derefter enten tippe ladet eller – mere normalt – skubbe affaldet ud med en bevægelig væg i ladet.

## Historie
Vogne har i flere hundrede år været brugt til at transportere affald væk fra byerne. Omkring 1920 begyndte man at bruge lastbiler til formålet, og i starten var det biler med åbent lad. Disse havde dog problemer både med lugt og det affald der blæste af under kørslen, og efterhånden gik man ofte over til lukkede biler, først i Europa, men ret hurtigt også i Nordamerika og resten af verden.
De lukkede lastbiler var dog stadigvæk bare tipbiler, og skraldemændene var ofte nødt til at løfte affaldet op i skulderhøjde. En af løsningerne fra 1929 var en skuffe de hang bag på bilen og som blev hejst op på toppen hvor den vippede affaldet ned i et hul. En anden løsning var en snegl inde i ladet, der trak affaldet fremad og opad.
I 1937 opfandt George Roby Dempster (en) Dempster-Dumpster systemet hvor affaldscontainere på hjul mekanisk blev tippet op i skraldebilen. Hans containere blev på engelsk kaldt "dumpsters"; et ord der stadigvæk hænger ved.
I 1938 revolutionerede Garwood Load Packer markedet, da ideen med at påbygge en kompaktor kom frem. De første primitive modeller kunne fordoble bilens kapacitet. Opfindelsen blev muliggjort med lave priser på hydrauliske dele.
I 1955 introducerede Dempster Dumpmaster (engelsk) den første frontloader. De blev dog ikke almindelige før i 1970'erne. 1970'erne bød også på de mindre skraldebøtter som mange af os har stående i dag.
Siden da har der ikke været de store ændringer. Kompaktor-designs har været mange og forskellige, men det mest traditionelle har været det såkaldte "sweep and slide"-system, hvor hydraulikstyrede plader graver affaldet ud af skuffen og maser det mod det affald der allerede er i ladet.
Såkaldt kontinuerlige kompaktorer var populære i 1960'erne og 1970'erne. Det Britiske Shark design (senere Rotopress) benyttede en stor roterende tromle, lidt som en betonkanon, bare den modsatte vej. Et højt brændstofforbrug har været med til at udfase denne type biler.

## Eksterne links
- History of refuse collection Arkiveret 11. juni 2005 hos  Wayback Machine – (Engelsk) Historisk information og mange billeder af skraldebiler.
- Heil Garbage Trucks (Kommerciel side på engelsk) Amerikas ældste producent.